# Саут-Брейдентон (Флорида)
Саут-Брейдентон (англ. South Bradenton) — переписна місцевість (CDP) в США, в окрузі Манаті штату Флорида. Населення — 26 858 осіб (2020).

## Географія
Саут-Брейдентон розташований за координатами 27°27′38″ пн. ш. 82°35′5″ зх. д. / 27.46056° пн. ш. 82.58472° зх. д. (27.460603, -82.584713).  За даними Бюро перепису населення США в 2010 році переписна місцевість мала площу 11,77 км², з яких 11,57 км² — суходіл та 0,21 км² — водойми.

## Демографія
Згідно з переписом 2010 року, у переписній місцевості мешкало 22 178 осіб у 10 539 домогосподарствах у складі 5409 родин. Густота населення становила 1884 особи/км².  Було 13732 помешкання (1166/км²).
Расовий склад населення:
| - 77,9 % — білих - 9,2 % — чорних або афроамериканців - 1,5 % — азіатів - 0,6 % — корінних американців - 0,1 % — вихідців з тихоокеанських островів - 7,8 % — осіб інших рас |

До двох чи більше рас належало 2,9 %. Частка іспаномовних становила 20,8 % від усіх жителів.
За віковим діапазоном населення розподілялося таким чином: 19,6 % — особи молодші 18 років, 56,9 % — особи у віці 18—64 років, 23,5 % — особи у віці 65 років та старші. Медіана віку мешканця становила 43,5 року. На 100 осіб жіночої статі у переписній місцевості припадало 92,2 чоловіків;  на 100 жінок у віці від 18 років та старших — 89,4 чоловіків також старших 18 років.
Середній дохід на одне домашнє господарство  становив 39 206 доларів США (медіана — 30 741), а середній дохід на одну сім'ю — 46 680 доларів (медіана — 36 514). Медіана доходів становила 31 138 доларів для чоловіків та 28 148 доларів для жінок. За межею бідності перебувало 28,1 % осіб, у тому числі 47,4 % дітей у віці до 18 років та 11,7 % осіб у віці 65 років та старших.
Цивільне працевлаштоване населення становило 9112 осіб. Основні галузі зайнятості: роздрібна торгівля — 19,4 %, освіта, охорона здоров'я та соціальна допомога — 18,9 %, мистецтво, розваги та відпочинок — 14,0 %, науковці, спеціалісти, менеджери — 10,8 %.